# Salinas de Armalla
Las Salinas de Armalla son una entidad de población, y unas antiguas salinas, del municipio español de Tierzo, perteneciente a la provincia de Guadalajara, en la coomunidad autónoma de Castilla-La Mancha.

## Historia
Las salinas, ubicadas en el término de Armallá, hoy un despoblado, aparecen descritas a su vez en el Diccionario geográfico-estadístico-histórico de España y sus posesiones de Ultramar de Pascual Madoz de la siguiente manera:

ARMALLA (salinas de): establecimiento de fáb. de sal en la prov. de Guadalajara, térm. de Armalla: sit. en una dilatada vega, que se estiende al E. de esta ald.; comprende magnificos edificios para habitacion y almacenes; buenas cercas y las eras necesarias para la evaporacion: el manantial o pozo de las salinas es abundantisimo, de excelente calidad y tal vez de los mejores de la peninsula, pues sus sales pesan 125 libras, fan., y su fabricacion asciende de 16 á 18,000 fan. cada año: hay en este establecimiento 1 administrador, 1 fiel interventor, 1 medidor, 2 guardas de salobres y otro para las fáb.: este último habita siempre en ellas, los demas empleados residen en el inmediato l. de Tierzo.
(Madoz, 1845, p. 571)

En 2023 tanto la entidad singular de población como el núcleo de población de Las Salinas de Armallá tenían 1 habitante empadronado.